# ABC (Programmiersprache)
ABC ist eine imperative Allzweck-Programmiersprache und Entwicklungsumgebung, die von Leo Geurts, Lambert Meertens und Steven Pemberton am nationalen Forschungsinstitut für Mathematik und Informatik der Niederlande (CWI) in Amsterdam entwickelt wurde. ABC ist eine interaktiv, strukturierte und höhere Programmiersprache, die anstelle von BASIC, Pascal oder awk verwendet werden kann. Wie ursprünglich BASIC und Pascal wurde auch ABC als Lehrsprache entwickelt, um Technikern und Wissenschaftlern das Erlernen der Softwareentwicklung oder Prototyping zu erleichtern.
Die Sprache hatte einen großen Einfluss auf das Design der ebenfalls am CWI entstandenen Programmiersprache Python, da deren Entwickler Guido van Rossum seit Anfang der 80er Jahre mit ABC gearbeitet hatte und u. a. mit der fehlenden Erweiterbarkeit von ABC unzufrieden war.

## Funktionen
Die Entwickler der Programmiersprache behaupten, dass ABC-Programme nur rund ein Viertel der Größe eines entsprechenden Pascal- oder C-Programm einnehmen würden und besser lesbar seien. Einige Hauptmerkmale der Programmiersprache sind:
- nur fünf Grunddatentypen
- Variablen müssen nicht deklariert werden
- Explizite Unterstützung für Top-Down-Programmierung.
- unendliche Präzisionsarithmetik, unbegrenzte Listen und Strings und andere Merkmale, die Orthogonalität und Benutzerfreundlichkeit für Anfänger unterstützen

ABC war ursprünglich eine monolithische Implementierung, was dazu führte, dass es nicht möglich war sich an neue Anforderungen anzupassen, wie beispielsweise das Erstellen einer grafischen Benutzeroberfläche. Des Weiteren konnte ABC nicht direkt auf das zugrunde liegende Dateisystem und Betriebssystem zugreifen.
Das vollständige ABC-System umfasst eine Programmierumgebung mit syntaxgesteuerter Bearbeitung, Vorschlägen, persistenten Variablen und mehreren Arbeitsbereichen. Es ist als Interpreter / Compiler aktuell (mit Version 1.05.02) auf Unix, DOS, Atari und Apple verfügbar.

## Beispiel
Eine Beispielfunktion, um die Menge aller Wörter in einem Schriftstück zu sammeln:
```
PUT {} IN collection

FOR line IN document:

    FOR word IN split line:

        IF word not.in collection:

            INSERT word IN collection

RETURN collection

```